# Prêmio Multishow de Música Brasileira para Instrumentista do Ano
Prêmio Multishow de Música Brasileira para Instrumentista do Ano é um prêmio que é dado anualmente no Prêmio Multishow de Música Brasileira, apresentado pela primeira vez na edição de 1998. De 1998 a 2011, o nome do prêmio foi Melhor Instrumentista. Em 2022, o nome do prêmio foi alterado para o seu nome atual.

## Vencedores e indicados

### Década de 1990
| Ano  | Vencedor(a)     | Indicados                                                               | Ref.  |
| ---- | --------------- | ----------------------------------------------------------------------- | ----- |
| 1998 | Carlinhos Brown | - Hermeto Pascoal - Léo Gandelman - Milton Guedes - Tony Bellotto       | [ 3 ] |
| 1999 | João Barone     | - Carlinhos Brown - Marcos Suzano - Roberto de Carvalho - Tony Bellotto | [ 4 ] |

### Década de 2000
| Ano  | Vencedor(a)      | Indicados                                                                    | Ref.   |
| ---- | ---------------- | ---------------------------------------------------------------------------- | ------ |
| 2000 | Tony Bellotto    | - Digão - Jaques Morelenbaum - João Barone - Paulo Moura                     | [ 5 ]  |
| 2001 | Lulu Santos      | - Digão - Edgard Scandurra - Igor Cavalera - Marcelo Yuka                    | [ 6 ]  |
| 2002 | Edgar Scandurra  | - Davi Moraes - Igor Cavalera - John Ulhoa - Lenine                          | [ 7 ]  |
| 2003 | João Barone      | - Carlinhos Brown - Edgar Scandurra - Junior Lima - Milton Guedes            | [ 8 ]  |
| 2004 | Champignon       | - George Israel - Junior Lima - Tony Bellotto - Yamandu Costa                | [ 9 ]  |
| 2005 | Junior Lima      | - Edgard Scandurra - Roberto de Carvalho - Rodrigo Amarante - Roberto Frejat | [ 10 ] |
| 2006 | Rodrigo Amarante | - Frejat - Japinha - Marco Túlio - Yves Passarell                            | [ 11 ] |
| 2007 | Champignon       | - Japinha - Marco Túlio - Martin Mendonça - Thiago Castanho                  | [ 12 ] |
| 2008 | Radamés Venâncio | - Bino - Davi Moraes - Marco Túlio - Yves Passarell                          | [ 13 ] |
| 2009 | Débora Teicher   | - Christiaan Oyens - Gee Rocha - Gigi - Martin Mendonça                      | [ 14 ] |

### Década de 2010
| Ano  | Vencedor(a)     | Indicados                                             | Ref.   |
| ---- | --------------- | ----------------------------------------------------- | ------ |
| 2010 | Rodrigo Tavares | - Cadu - Cesinha - Haroldo Ferretti - Joe Gomes       | [ 15 ] |
| 2011 | João Barone     | - Gee Rocha - Koba - Paulinho Fonseca - Victor Chaves | [ 16 ] |

### Década de 2020
| Ano  | Vencedor(a)          | Indicados | Ref.   |
| ---- | -------------------- | --- | ------ |
| 2022 | Pretinho da Serrinha | - Amaro Freitas - Castilhol - Hamilton de Holanda - Jonathan Ferr - Kiko Dinucci - Mateus Asato - Silvanny Sivuca | [ 17 ] |
| 2023 | Pretinho da Serrinha | - Amaro Freitas - Hamilton de Holanda - Jonathan Ferr - Rafael Castilhol - Silvanny Sivuca                        | [ 18 ] |
| 2024 | Amaro Freitas        | - Hamilton de Holanda - Hermeto Pascoal - Jonathan Ferr - Pretinho da Serrinha - Rafael Castilhol                 | [ 19 ] |